# 山岡景以
山岡 景以（やまおか かげもち）は、安土桃山時代の武将、江戸時代前期の御家人、旗本。諱は景行/景之（かげゆき）とも、景継（かげつぐ）とも伝わる。

## 生涯
織田信長の家臣であった山岡景隆の七男。
天正16年（1588年）、豊臣秀次の家臣となり、知行3,000石を与えられた。天正19年（1591年）11月、従五位下主計頭に叙任された。
文禄4年（1595年）、秀次に扈従して高野山に入り、秀次自害の後は豊臣秀吉の直臣となって仕えた。
慶長3年（1598年）の秀吉の死に際しては遺物盛家の刀を賜った。慶長5年（1600年）、徳川家康に拝謁して以後これに仕え、駿府に伺候した。
慶長8年（1603年）、常陸古渡藩主で、叔父の山岡景友が死去すると、養子の景本は景以の長男だったが、まだ幼く職を継ぐことが出来なかったので、無嗣除封、藩は改易となった。景以は養嗣子となって景友の家を継ぎ、甲賀組を預けられて（景友の1万石の内）3,000石を相続した。
慶長16年（1611年）頃、知行は9,000石。
慶長19年（1614年）の大坂冬の陣の家康出陣に供奉し、11月15日、伏見城より出発した際には前駆を務めた。同月27日、永井直勝・水野勝成らに従って野田・福島の斥候となった。

同20年（1615年）5月の夏の陣では、松平忠輝の麾下に属して大和路を進み、6日、後藤基次・薄田兼相ら大坂方と交戦し、景以も首級を上げた。7日は（忠輝隊の一員であるため）先鋒として戦った。
秀忠・家光にも仕え、寛永11年（1634年）の家光の上洛にも従い、参内に供奉した。寛永13年（1636年）には甲賀の水口城番を務めた。
寛永19年（1642年）6月4日、近江水口で死去した。享年69。